# Ariarates V
Ariarates V Filopàtor (grec antic: Ἀριαράθης Εὐσεβής Φιλοπάτωρ, Ariaráthēs Eusebḗs Philopátōr, Pius, que estima al seu pare) va ser rei de Capadòcia, fill d'Ariarates III al que va succeir cap a l'any 163 aC. El seu nom de naixement era Mitridates, que va canviar en arribar al tron.
Es va distingir per l'excel·lència del seu caràcter i perquè era molt culte, tant en filosofia com en les arts. Es va educar a Roma segons Titus Livi però això podria ser un error amb son suposat germà de nom Ariarates o Artiarates. Els romans li van desaconsellar l'enllaç amb la germana de Demetri I Soter (161 aC-150 aC) i el rei els va fer casar, de manera que el Selèucida, que rumiava l'expansió cap a Capadòcia, li va declarar la guerra, li va prendre el tron i va posar al seu lloc a Orofernes (Holofernes o Orofernes), un altre suposat germà del rei, l'any 158 aC.
Ariarates va fugir a Roma però l'any següent, 157 aC, els romans el van restaurar. Es creu que van permetre a Orofernes seguir al govern associat al tron, segons diu Apià. En tot cas l'associació va ser breu, ja que aviat Ariarates era rei únic. Després el rei de Capadòcia va col·laborar amb els romans per trobar un rival a Demetri, i va trobar Alexandre I Balas, que deia ser fill d'Antíoc IV, el qual, amb el suport del rei de Capadòcia, de Ptolemeu VI d'Egipte, i d'Àtal II de Pèrgam va desfermar la guerra civil a l'Imperi Selèucida. L'any 154 aC va ajudar a Àtal II de Pèrgam (159 aC-139 aC) en la seva guerra contra Prúsies rei de Bitínia, i va enviar a la zona un exèrcit sota comandament del seu fill Demetri.
L'any 130 aC Ariarates V va marxar junt amb el procònsol Cras contra el rebel Aristònic, fill natural del rei de Pèrgam i germà d'Àtal III, que reclamava el regne del seu pare, administrat temporalment pel Senat de Roma a l'espera de nomenar successor. Aristònic va ser derrotat i capturat pel cònsol Perpenna i enviat a Roma (on es va suïcidar) però Ariarates V va morir el mateix any en campanya. A canvi d'aquest ajut els romans van cedir a Capadòcia la Licaònia i Cilícia.
Estava casat amb Laodicea Nisa de la que va tenir sis fills però la mare va matar els cinc grans per obtenir el poder en nom del fill més jove, menor d'edat que finalment va ser proclamat amb el nom d'Ariarates VI.